# San Antonio Fútbol Club
O San Antonio Fútbol Club, em tradução livre: Santo Antônio Futebol Clube, é uma clube de futebol equatoriano fundado em 25 de maio de 2012. Sua sede fica em Ibarra (ou San Miguel de Ibarra), cidade do norte do Equador e capital da província de Imbabura.
O clube é uma filial da tradicional Universidad Católica, com a missão de desenvolver talentos e competir nos torneios nacionais.
Embora tenha nascido originalmente em Quito, capital do país, o San Antonio optou por uma mudança estratégica: primeiro se transferiu para Cotacachi, em busca de melhores condições para disputar a Segunda Categoría, e posteriormente estabeleceu-se definitivamente em Ibarra. Com isso, filiou-se à Associação de Futebol Profissional de Imbabura, fortalecendo seus laços com a região e sua torcida local.

## História

### Fundação e parceria com a Universidad Católica
Fundado em 25 de maio de 2012 por Amílcar Mantilla e seu filho José Mantilla, o clube nasceu em Quito, capital do Equador, na paróquia de San Antonio de Pichincha — origem do nome que carrega no escudo.
O início foi no campeonato amador de Pichincha, mas logo se filiou à Associação de Futebol de Imbabura com o objetivo claro de jogar profissionalmente.
Graças ao projeto desenvolvido com a Universidad Católica, em fevereiro de 2022, o clube tornou-se uma filial do Trencito Azul (também apelidado de Cammarata). Apesar de representar Imbabura, o San Antonio treina e se concentra no Complexo Armênio, em Quito, viajando para Ibarra apenas nos dias de jogo. Essa decisão foi estratégica, para manter o time da filial próximo ao elenco principal da Universidad Católica, utilizando as mesmas instalações e desfrutando da estrutura de um clube de elite.

### Primeiros passos na Segunda Categoria
A primeira participação em um torneio da Segunda Categoria de Imbabura veio em 2014, quando terminou na terceira colocação. Para um clube totalmente novo, estreando numa província diferente daquela onde treinava, o resultado foi positivo.

### Acesso histórico à Série B
A temporada de 2023 foi histórica, o clube brilhou na Segunda Categoria do Equador. Chegou na disputa do Ascenso Nacional como vice-campeão provincial, atrás apenas do Imbabura. Na primeira fase, superou o Triunfo City em confrontos de ida e volta, com placares de 2–1 e 5–0 (7–1 no agregado). Avançou às oitavas de final eliminando o Esmeraldas Petrolero, depois passou por Juventud Italiana (oitavas) e Astillero (quartas). O principal objetivo — o acesso à Série B, segunda divisão de competência da Liga Profissional de Futebol do Equador (LigaPro) — foi alcançado após vencer uma emocionante disputa por pênaltis por 4–2 contra o Daquilema na semifinal. Na final única disputada em Ibarra, comandados por Alex Vinueza, acabaram sendo derrotados por 2–1 pelo Leones del Norte, ficando com o vice-campeonato.

## Temporadas no Campeonato Equatoriano de Futebol
| Competição        | Nível            | Status           | Anos                     |
| Série A           | Primeira divisão | Profissional     | nenhuma                  |
| Série B           | Segunda divisão  | Profissional     | 2024 ― hoje              |
| Segunda Categoria | Terceira divisão | Semiprofissional | 2015 ― 2019, 2021 ― 2023 |

## Títulos

### Nacionais
| Competição        | Nível            | Status           | Títulos | Vices    |
| Segunda Categoria | Terceira divisão | Semiprofissional | nenhum  | 1 (2023) |

### Provinciais
| Competição                    | Nível | Status | Títulos  | Vices          |
| Segunda Categoria de Imbabura |       |        | 1 (2015) | 2 (2022, 2023) |